# Alain Le Boulluec
Alain Le Boulluec, né le 8 mai 1941 à Rouen, est un helléniste, spécialiste de la théologie et de l’exégèse biblique des Pères grecs.
Il est directeur d'études émérite à l'École pratique des hautes études (section des sciences religieuses) et membre émérite du Laboratoire d'études sur les monothéismes.

## Parcours
Alain Le Boulluec est l'aîné de cinq enfants. Il vient d'une famille catholique, originaire du côté maternel de Brest et de la presqu’île de Crozon, du côté paternel du Morbihan (Tréhiguier). Son père est inspecteur des douanes et sa mère institutrice.
Après ses études primaires, il étudie en hypokhâgne et en khâgne au lycée Louis-le-Grand, à Paris (1958 à 1961), après quoi il entre à l’Ecole normale supérieure de la rue d’Ulm en 1961, et il est agrégé de lettres classiques en 1965. Il étudie à l'EPHE auprès de Marguerite Harl, Antoine Guillaumont, Henri-Charles Puech et André-Jean Festugière.
En 1985 il obtient son doctorat d’État qui porte sur La notion d’hérésie dans la littérature grecque. IIe – IIIe siècles »), après quoi il est directeur du Centre d’études des religions du Livre de 1990 à 1998.

## Travaux et publications
Ses travaux et publications portent sur l'hérésiologie antique, Clément et Origène, la Septante, les écrits apocryphes chrétiens (Roman pseudo-clémentin) et la théologie patristique.

### Ouvrages
- Origène, Traité des principes, traduction par M. Harl, G. Dorival, A. Le Boulluec, Paris, Études Augustiniennes, 1976.
- Clément d'Alexandrie, Stromate V, Introduction, d texte critique et commentaire par A. Le Boulluec, Paris, Sources Chrétiennes n° 278-279, Paris, 1981.
- La notion d'hérésie dans la littérature grecque, Paris, Études Augustiniennes, 2 vol. 1985.
- L'Exode, Trad. du texte grec de la Septante, introd. et notes par A. Le Boulluec et P. Sandevoir, Paris, Cerf, BA 2, 1989.
- A. Le Boulluec, E. Patlagean (dir.), Les retours aux Écritures. Fondamentalismes présents et passés, Leuven, Peeters, 1993.
- Clément d'Alexandrie, Stromate VII, Introd., texte critique, trad. et notes par A. Le Boulluec, Paris, Sources Chrétiennes n° 428, 1997.
- S. Saïd, M. Trédé, A. Le Boulluec, Histoire de la littérature grecque, Paris, PUF, 1997, (Traduction grecque, Athènes, 2004).4e éd. mise à jour, PUF, coll. « Quadrige Manuels », 2019, [p. 563-634: « La littérature grecque chrétienne »]
- A. Le Boulluec (dir.), À la recherche des villes saintes, Turnhout, Brepols, 2004.
- Roman pseudo-clémentin, introduction aux Homélies et trad. partielle (Hom. 3, 5-7, 16-20), dans P. Geoltrain et J.D. Kaestli (Dir.) Écrits apocryphes chrétiens, Paris, Gallimard, coll. « Bibliothèque de la Pléiade », T. 2,  2005, p.1175-2006
- F. Möri, Ch. Méla (dir.), en collaboration avec S. Aufrère, G. Dorival et A. Le Boulluec, Alexandrie la divine, Genève, Éd. de la Baconnière, 2 vol., 1132 p., 2014[2].
- Vision que vit Isaïe, Traduction d'Isaïe selon la Septante, trad. par A. Le Boulluec et  Ph. Le Moigne (p. 7-145), avec une Étude (p. 147-175) ; Index littéraire des noms propres et Glossaire par Ph. Le Moigne (p. 177-353), Paris, Éditions du Cerf, coll. « La Bible d'Alexandrie » n° 24, 2014, 366 p.
- A. Le Boulluec et E. Junod (dir.), Anthologie des théologiens de l’Antiquité, Paris, Éditions du Cerf, 2016.
- Avec G. Dorival, L’abeille et l’acier. Clément d’Alexandrie et Origène, Paris, Les Belles Lettres, 2019.
- A. Le Boulluec, L. Soares Santoprete, A. Timotin (eds.), Exégèse, révélation et formation des dogmes dans l’Antiquité tardive, Paris, Institut d'Études augustinienne, coll. « Collection des études augustiniennes », 208, Paris, 2020, 330 p.
- Clément d’Alexandrie, Stromate III, Texte grec de O. Stählin, révisé par A. Le Boulluec et P. Descourtieux, trad. de M. Caster, révisée par C. Mondésert, A. Le Boulluec, P. Descourtieux, Y. Tissot, introduction et annotation par A. Le Boulluec, index par P. Descourtieux, Paris, Sources Chrétiennes, n° 608, Paris, Éditions du Cerf, 2020.

### Articles et chapitres d'ouvrage
Alain Le Boulluec a également publié de nombreux articles et chapitres d'ouvrages collectifs. Les publications précédées d'un astérisque (*) sont celles qu'il qualifie, dans son CV, de « principales ».
- * « La fonction des images et des comparaisons dans le Dialogue sur l’âme et la résurrection de Grégoire de Nysse », Khôra. Revue d’études anciennes et médiévales, nos 9-10,‎ 2011-2012, p. 125-147 (résumé)
- * « Les écrits théologiques de l’empereur Justinien », dans Carmelo G.  Conticello (dir.), La Théologie byzantine et sa tradition, vol. I/1, Turnhout, Brepols, 2015 (ISBN 978-2-503-51715-5), p. 45-113
- * « Les temps du régime de la loi et la justification par la foi selon Théodore de Mopsueste dans son Commentaire sur l’Épître aux Galates », dans Isabelle Bochet, Michel Fédou (dir.), L’exégèse patristique de l’Épître aux Galates, Paris, Collection des Études Augustiniennes, 2014, 277 p. (ISBN 978-2-85-121269-6, 33-58)
- * « Les sagesses barbares : une fiction féconde », dans Frédéric Möri, Charles Méla, (éds.), avec S. Aufrère, G. Dorival, A. Le Boulluec, Alexandrie la divine, Genève, La Baconnière, 2014, 1132 p. (ISBN 978-2-940-43122-9), p. 497-509
- * « La doctrine du Vrai Prophète dans les écrits pseudo-clémentins », dans Mohammad Ali Amir-Moezzi (dir.), L’ésotérisme shî’ite. Ses racines et ses prolongements, Turnhout, Brepols, 2016, 857 p. (ISBN 978-2-503-56874-4), p. 39-162